# Pianello Val Tidone

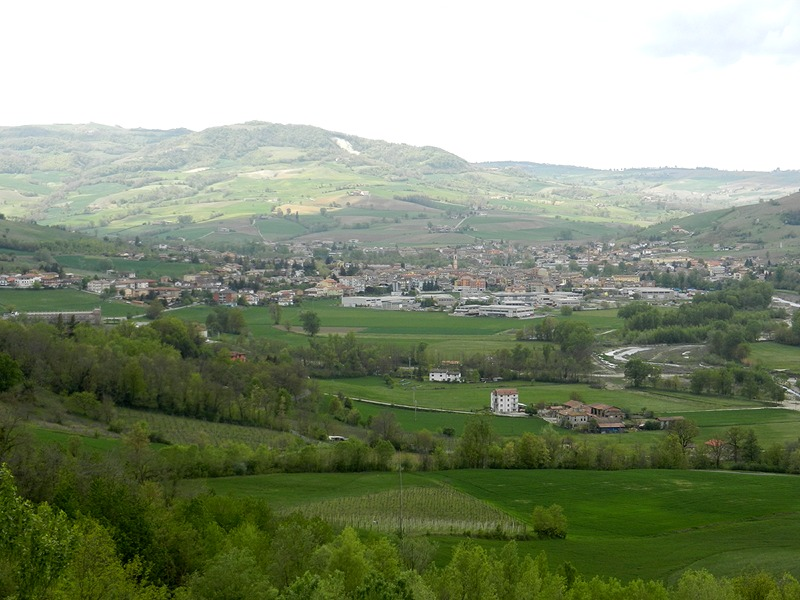
Panoramablick auf Pianello Val Tidone in Italien (2012)

Pianello Val Tidone ist eine italienische Gemeinde (comune) mit 2178 Einwohnern (Stand 31. Dezember 2023) in der Provinz Piacenza in der Emilia-Romagna. Die Gemeinde liegt etwa 29 Kilometer südwestlich von Piacenza am Tidone, in den hier der Chiarone mündet, und gehört zur Comunità Montana valle del Tidone.

## Geschichte
Ab dem 7. Jahrhundert ist die Siedlung als Besitztum der Abtei des Heiligen Columban in Bobbio nachgewiesen. Die frühere Burg wurde durch Friedrich Barbarossa 1164 geschleift.
Die Befestigung auf dem 564 m hohen Rocca d'Olgisio aus dem 5. Jahrhundert ist noch heute zu besichtigen.